# Zilot Românul

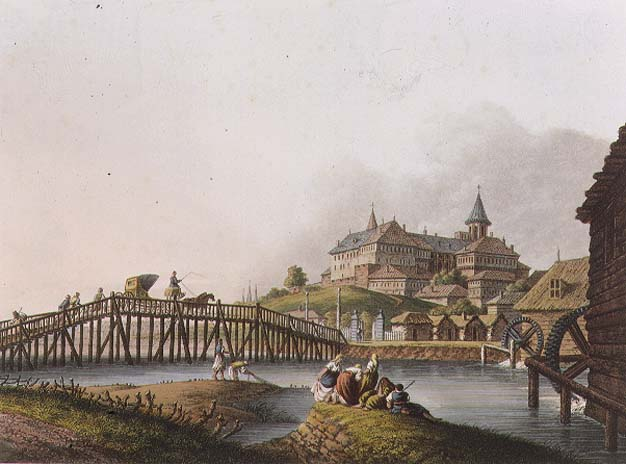
Orașul București în vremea lui Zilot Românul

Zilot Românul (pseudonimul lui Ștefan Ioan Fănuță) (n. ~ 27 decembrie 1787, București – d. 12 noiembrie 1853, București) a fost un istoric, jurist, poet și cronicar român. A scris istorii în versuri și în proză ale Țării Românești din timpul lui Constantin Hangerli (1796) până la Răscoala lui Tudor din 1821. Prima parte, intitulată „Domnia lui Constandin Vodă Hangerliul” a terminat-o în 1800, la o „copilărească vârstă”. Alte lucrări mai de seamă ale sale au fost o cronică în versuri despre „Anul 1848” și un poem alegoric numit „Dăslușire”.
Crezul său ca istoric și l-a exprimat într-o poezie celebră, intitulată chiar „Definiția istoricului”:
| “ | Istoric sunt, n-am frate, N-am rudă, n-am vecin: Stăpân am p-adevărul, Lui cată să mă-nchin! | ” |
|   |                                                                                              |   |

Cronicile sale au fost publicate întâi de B. P. Hasdeu (1884), apoi de Gr. Tocilescu (1885 - 1891) și de G. T. Kirileanu (1942). O ediție mai recentă a apărut în 1996 cu studiu introductiv, note, comentarii și indici de Marcel Dumitru Ciucă, cel căruia îi revine meritul de a arunca, prin cercetările sale, o nouă lumină asupra personalității lui Zilot Românul.

## Identitatea reală a lui Zilot Românul
Multă vreme identitatea adevărată a lui Zilot Românul a rămas necunoscută, fapt care a lăsat să se întrevadă prea puține despre viața acestui scriitor. B. P. Hasdeu remarca: „Cine au fost autorul, nu se știe, căci «Zilot Românul» este învederat un pseudonim, care înseamnă «Românul Zelos»”. Motivul cel mai plauzibil al anonimatului lui Zilot este evitarea represaliilor din partea mai marilor înfierați în scrierile sale.
Primele încercări de identificare i-au aparținut lui Gr. Tocilescu. Inițial acesta a crezut că „sub pseudonimul de Zilot Românul se ascunde Ștefan Moru” și a adăugat „că cercetările ce vom face mai departe poate că vor arăta că ne-am înșelat”. Într-adevăr, după alte investigații, ce vor fi detaliate mai jos, va comunica noile rezultate Academiei Române, în martie 1890. El considera acum că adevăratul nume a lui Zilot Românul a fost Ștefan Fănuță. Însă nu a mai apucat să-și publice rezultatele, fapt care i-a făcut pe Nicolae Iorga, Ovid Densusianu, Gh. Adamescu și George Călinescu să privească cu rezerve noua identificare, neștiind care au fost motivele pentru care a fost făcută aceasta.
Dintre cei care au încercat mai recent să identifice adevăratul nume al lui Zilot sunt de amintit Valentin Al. Georgescu: Ștefan Ioan Moru, N. A. Ursu: tot Ștefan Moru (sau Mora) și Al. Alexianu: T. Gh. Peșacov, însă identificarea din urmă nu ține seama nici de biografia cunoscută a lui Peșacov, nici de datele personale presărate de Zilot prin scrierile sale.

### Cercetările lui Gr. Tocilescu
Ipoteza Moru
După ce a schițat toate datele ce se puteau extrage din opera lui Zilot, Tocilescu a reușit să afle doar prenumele scriitorului, Ștefan. Pornind pe firul manuscriselor de la Academie, prin 1884 a purtat o discuție cu Al. Odobescu, cel care le-a depus în arhivă. De la el a aflat că manuscrisele provin de la Iancu Văcărescu, ce la rândul lui le avea de la un anume Ștefan Moru, ca la 60 de ani, care pretindea că-s ale lui. Moru nu voia să le lase pe mâna fiului său neștiutor de carte, spre a nu se risipi. Odobescu l-a chemat pe acest Ștefan Moru vrând să discute personal cu el. Pus în fața manuscriselor, Moru le-a recunoscut ca fiind ale lui. Tocilescu a aflat însă că Moru se numea de fapt Costache, nu Ștefan; în plus, la 1861 Zilot ar fi trebuit să fi fost octogenar nu sexagenar. Totuși, Tocilescu a formulat o ipoteză îndrăzneață dar destul de șubredă: este posibil ca Odobescu să se fi înșelat atunci când și-a adus aminte de creatorul manuscriselor, acestea aparținând probabil tatălui lui Moru. Cum numele acestui tată nu este cunoscut, Tocilescu a presupus că el era acel Ștefan pomenit prin poeziile lui Zilot și și-a sintetizat concluziile în „Revista pentru istorie, arheologie și filologie”, vol. V, din 1885. Totuși, dându-și seama că ar putea greși, și-a lăsat o portiță pentru alte ipoteze, menționând că „cercetările ce vom face mai departe poate că vor arăta că ne-am înșelat”.
Ipoteza (Ion) Fănuță
În 1889 Tocilescu a reluat problema, mergând la Ștefan D. Grecianu – un tânăr preot ce slujea la biserica Sărindar, specialist în genealogii. Acesta a precizat că într-o zi a auzit-o pe mama lui George Cantacuzino vorbind despre un anume serdar Fănuță sau Ștefănică, ce locuia în mahalaua Negustori. Cu aceste informații, Tocilescu a plecat la preotul Dimitrie, care slujise o bună vreme în mahalaua serdarului. La rândul său, preotul i-a îndreptat către Natalia Fănuță, mama maiorului Athanasie Fănuță și soția lui Ștefan Fănuță. Ajungând la ea, a întrebat-o dacă deține vechi documente de familie, iar Natalia i-a adus un ghiozdan de mătase pe care se afla scris „La cei cu știință și nezavisnici” și care conținea mai multe hârtii rămase de la soțul ei. „Deschizând, mare mi-a fost surprinderea când am recunoscut în manuscrisele și hârtiile din el aceeași mână a lui Zilot și cu semnătura: Ștefan Fănuță serdarul. Descoperirea era făcută”. Printre hârtii se aflau și un număr de 38 de poezii scrise în perioada 1828 - 1847, pe care Tocilescu le-a copiat spre publicare. Ele au apărut abia în 1996.

### Cercetările lui Ion Ionașcu
În 1938, cercetătorul de arhive Ion Ionașcu s-a ocupat cu studiul documentelor legate de mitropolitul Grigorie Dascălul, exilat la începutul secolului al XIX-lea din Țara Românească (întâi la Chișinău după care i s-a permis să stea la Buzău). Astfel a aflat că mitropolitul ținea corespondență regulată cu frații Bâțcoveni, aflați în țară. Preocuparea de căpătâi a mitropolitului era adunarea manuscriselor istorice și a cronicilor, pentru a le publica. La 20 decembrie 1832, pitarul Ioniță Bâțcoveanul îi trimitea alături de o scrisoare de răspuns „niște izvoade făcute de dumnealui medelnicer Ștefan, care măcar că sunt și cu stihuri și cu unele cuvinte drepte, dar atingătoare, și poate să fie neprimite cugetului preasfinției voastre, eu însă le trimisei spre oareșicare idee sau poate dintr-însele să se facă oareșicare adunare de istorie.”. Ionașcu a concluzionat „în chip neîndoios” că „acel medelnicer Ștefan, scriitor de proză și versuri, este aceeași persoană cu anonimul cronicar Zilot Românul”. Căutând prin catagrafiile anilor 1829, 1830 și 1831, Ionașcu găsește doi medelniceri cu acest nume dar nu reușește să tragă o concluzie hotărâtoare asupra familiei lui Zilot Românul. Oricum, după cum se va vedea, din 1827 medelnicerul Ștefan devenise serdar; în plus a fost omis în catagrafiile din 1829 și 1831.

### Indiciile din scrierile lui Zilot

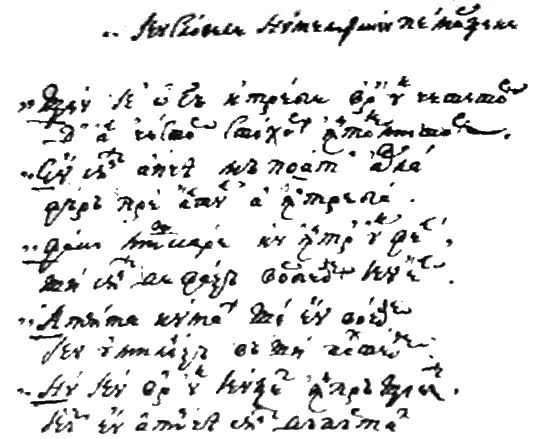
Acrostihul cu numele „Ștefan”

În poezia „Altele asupra nenorocirei mele cu grabnică văduvie”, rămasă inedită multă vreme, Zilot spune: „De aceea, ticăloase Ștefane, ajung atât, / Ajungă atâtea lacrămi, nu mai plânge amărât.”, iar în „Cum pre cer și pre pământ. Regulament vecinic” scrie: „Se depărtează serdaru Fănuță din slujbă, căci nu au primit să jure după Regulamentul Organic”. Prenumele „Ștefan” se mai regăsește și într-un acrostih, precum și în semnătura dedicației din fruntea „Manualului de legi” (copiat pentru Ștefan Conduratu). Un alt element hotărâtor în stabilirea identității lui Zilot se află în cronica despre „Domnia a treia a lui Alexandru vodă Suțul ce i se zicea și Dracache”. Cronicarul scrie la un moment dat: „Atunci, aflându-mă pus și eu de un cumnat al mieu, Fota(che) Prisiceanul, om cinstit și cu fire bună, ca...” însă, nedorind să se deconspire prin acest amănunt, înnegrește   textul îngroșat mai sus și scrie deasupra „o rudă a mea”. Tocilescu a reușit să descifreze doar „un cumnat al mieu”, nefiind bine șters, însă numele cumnatului a fost imposibil de citit. În urma unor analize moderne, prin fotografierea manuscrisului în infraroșu, s-a reușit „recuperarea” numelui. Atât din mărturisirile Nataliei Fănuță, cât și dintr-un document scris de Ștefan Fănuță, rezultă că acesta din urmă avea o soră, Smaranda, căsătorită cu Fotache Prisiceanul: „viind soru-mea, dumneaei Zmaranda Prisiceanca, soțiia răposatului Fotache Prisiceanul biv căpitan za lefecii...”.
Una dintre poeziile lui Zilot, datată 5 mai 1840, precizează: „Dar de patruzeciuri, / Cu din cincizeci civerturi / Acum împlinind”, ceea ce înseamnă că la acea dată Zilot avea 52 de ani și 6 luni, lucru care corespunde întrutotul cu datele cunoscute despre Ștefan Fănuță.
Nu în ultimul rând, cercetările au arătat că scrisul lui Zilot Românul și cel al lui Ștefan Fănuță sunt identice.

## Viața
Potrivit cercetărilor lui Marcel Dumitru Ciucă, Ștefan (Ioan) Fănuță se naște în jurul datei de 27 decembrie 1787 la București.
Despre înaintașii săi, Zilot scrie: „moșii miei, și de n-au fost în vederea cea proastă atâta slăviți, dar în tainica vedere au fost prea slăviți, pentru că toți au stătut, unii, parte bisericească – preoți, duhovnici vestiți, clirici la scaunul Mitropoliei țării aleși – alții, dascăli slovani și rumâni, și mai toți adăpați oareșice și de latinească și de elinească.” Tatăl său a fost Ioan starostea, acesta slujind țara timp de peste 40 de ani în diferite slujbe politice și ajungând chiar, de patru ori, să îmbrace caftanul marilor boieri. Între 1790 (înainte de 2 iunie) și 13 august 1796, Ioan îndeplinește funcția de mare staroste de negustori, foarte bine plătită. Este pomenit în acte fie ca Ioan Dobrian, fie ca Ioan Popovici. Într-o epocă în care prezența numelui de familie nu era obligatoriu, această fluctuație, în opinia cercetătorilor, nu e neobișnuită. Primul nume ar fi cel al locului de baștină al tatălui Ioan, iar cel de-al doilea ar desemna meseria bunicului. Bunicul lui Ștefan a fost Fănuță, de la care își va trage și numele de familie. De altfel, Ștefan se semnează fie „Ștefan sin Ioan starostea”, fie „Fănuță sin Ioan starostea”.
În anii copilăriei va trăi cumpătat și va învăța elina de la dascăli greci. Pe la 1800 scrie prima sa cronică, intitulată „Domnia lui Constantin vodă Hangerliul”.
După vârsta de 15 ani Ștefan va pleca de la casa părintească încercată de greutăți și lipsuri, intrând în slujba clucerului jurist Ștefan Conduratul, de la care învață „ale patriei trebi și obiceiuri”. În mai 1802 se va refugia la Brașov, existând zvonuri cu privire la o incursiune a pasvangiilor. Se întoarce la București după trei luni (în jurul datei de 10 iulie) și își continuă slujba. În această perioadă copiază pentru stăpânul său „Manualul de legi” al lui Mihai Fotino, operațiune terminată înainte de 1811. La această dată, Ștefan Fănuță ajunge să ocupe funcția de logofăt de-al treilea.
În 1814, proaspăt ieșit de la stăpân, Ștefănică logofătul, cum este cunoscut acum, împrumută pe un anume Gheorghe Săvescu cu 1.000 de lei, stabilind o dobândă de 5 la pungă pe lună. Presupusa sa bunăstare (relativă) l-a făcut pe cercetătorul Marcel Dumitru Ciucă să bănuiască faptul că Ștefan avea o anume funcție aducătoare de venit. În anii 1837 - 1838 Ștefan Fănuță se va judeca cu Săvescu la Tribunalul Polițienesc din București pentru a-și recupera suma împrumutată, ceea ce va și reuși în final. Cu alți bani cumpără o brutărie scoasă la mezat, actul încheindu-se la 4 aprilie 1815. La această dată, Ștefan ocupa funcția de pitar, iar din 1817 devine medelnicer. Din această funcție va scrie un memoriu către Poarta Otomană din partea boierilor patrioți, nemulțumiți de politica domnitorlui Ioan Gheorghe Caragea În jurul anilor 1818 - 1819 Ștefan se mai afla încă în funcție, moment în care cumnatul său Fotache Prisiceanul, fost căpitan de lefegii, l-a rugat să îi cumpere și lui o slujbă. Din pricină că alții „l-au întrecut cu darea”, încercarea nu i-a reușit. În preajma datei de 15 mai 1821 pleacă împreună cu fiul său Constantin și nevasta în satul Turcheș din Transilvania (astăzi în municipiul Săcele), unde se stabilește o vreme. Revine la București în toamna anului următor.
La 18 aprilie 1825 Ștefan Fănuță este numit epitrop la Departamentul Obștirilor (sau Cutia Milei), împreună cu serdarul Răducanu Trestianu, însă amândoi demisionează în scurtă vreme. La 6 iulie 1827, domnitorul Grigore al IV-lea Ghica numește alți doi boieri în funcție. Pe 23 septembrie același an, domnitorul îl ridică la rangul de serdar. Înainte de mai 1828 se însoară cu a doua soție, Hrisi din neamul Arion. Ea va pieri trei ani mai târziu, prin mai 1831, acest fapt pricinuindu-i soțului o mare durere, după cum reiese din poeziile sale. Catagrafia din 1831 îl prezintă ca fiind singur, fără nevastă sau copii (Constantin murise în timpul ciumei din iunie 1828, la o vârstă școlărească), însă ținea la el un nepot mai mic, Iancu Borănescu (n. 1813 - d. 1843). În aceeași catagrafie este menționată și funcția sa: biv vel serdar (fost mare serdar) ceea ce înseamnă că a fost trecut în categoria marilor boieri (primul din a treia clasă). Între 25 noiembrie 1831 și 24 aprilie 1832 va face parte din primul Sfat orășenesc ales al Bucureștiului, în urma demisiei vornicului Constantin Câmpineanu, și va îndeplini funcția de președinte al Tribunalului Polițienesc din București (din 15 august 1831). În 1834 se angajează la strângerea de fonduri pentru zugrăvirea și repararea bisericii din Valea Largă, el însuși contribuind cu 300 de lei. Fiindcă refuză să jure pe Evanghelie, ca slujbaș al statului, este dat afară de la Tribunal pe 29 august 1836. În octombrie același an este ales iar în Sfatul orașului București, funcție în care stă până prin martie 1838, ea nefiind plătită pe atunci. După 1838 se va retrage în viața privată, ocupându-se cu studiul și afacerile casei. În această perioadă, din căsătoria sa cu Natalia (făcută în 1832) i se nasc copii Safta și Iancu. Catagrafia din 1838 menționează vârsta sa (50 de ani), a soției (24 de ani) și a copiilor (5 și respectiv 2 ani). În 1843 i se va naște și cel de-al treilea copil din această căsătorie: Athanasie.
În timpul domniei lui Gheorghe Bibescu (1843 - 1848) nu a îndeplinit nici o funcție deși i-a trimis o plângere în acest sens domnitorului, cu care se cunoștea de dinainte, de pe vremea când făcuseră amândoi parte din sfatul orășenesc.

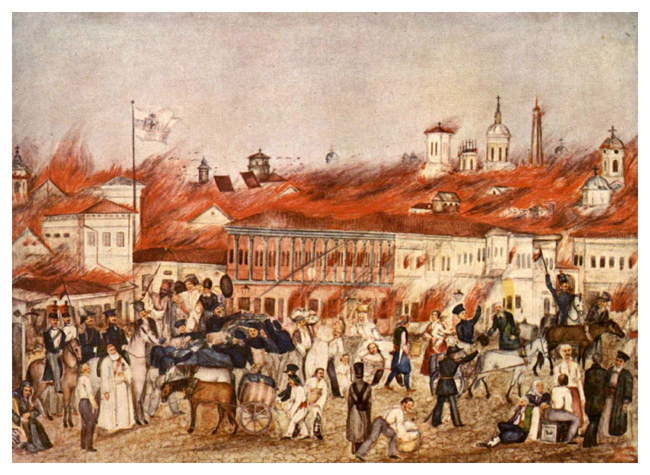
Incendiul bucureștean din 23 martie 1847

Ștefan Ioan Fănuță a trăit într-o casă de zid, cu două caturi, aflată pe ulița cea mare din mahalaua Vergului, însă până la 23 martie 1847, când incendiul din București i-a distrus casele și o bună parte din documente și scrieri. Atunci a ars și portretul scriitorului. A avut case și pe strada Radu Vodă, precum și în mahalaua Alexe, unde s-a retras după incendiu. Ștefan Fănuță a deținut și alte bunuri imobile, atât în București (două hanuri, mai multe prăvălii) precum și în Valea Largă, lângă Ploiești, unde avea niște vii. O altă vie a sa se afla pe dealul Văcăreștilor.
În timpul revoluției de la 1848 a adoptat o poziție socotită de el ca potrivită întereselor patriei, deși nu era de acord cu mișcarea ce se iscase. A participat în două rânduri la întâlnirea dintre boierii țării și Soliman Pașa care intrase cu trupele sale în București. Prima oară i-a cerut pașei să respecte Regulamentul Organic și drepturile vechi ale românilor față de turci. Nu este încântat de intrarea armatei otomane în țară, dimpotrivă: „Ce caută turcu-n țara noastră? / E românească, nu e turcească”. Aceste idei ale relațiilor țării cu Poarta le va relua iarăși în poezia „Către unii din români fără mai adânci științe” (1851).
În ultimii 20 de ani de viață sănătatea serdarului a fost destul de șubredă, după cum reiese din actele rămase de la el. Boala s-a accentuat după incendiul din 1847, Ștefan Fănuță fiind prea mâhnit de pierderile suferite. Se stinge din viață la 12 noiembrie 1853, în urma unor arsuri serioase pe care le-a suferit într-un incendiu, și este înmormântat la cimitirul bisericii Negustori din mahalaua Vergului.

### Urmași
Din prima căsătorie:
- Constantin (d. iunie 1828)

Din a doua căsătorie, cu Hrisi (d. 1831):
Din a treia căsătorie, cu Natalia (n. 1814 - d. ? (după 1890)):
- Safta (n. 1833 - d. ?), căsătorită cu col. Teodor Coadă în februarie 1853 din care a rezultat o fiică, Alexandrina, căsătorită Marinescu
- Iancu (sau Ioan) (n. 1836 - d. ~1864), cu aplecare către carte și limbi străine, a preluat talentul tatălui său scriind și el poezii („La o copilă”, „La un cadaver”, puse pe muzică) și efectuând chiar traduceri din franceză („Cavalerul d'Harmental” a lui Al. Dumas, împreună cu I. A. Geanoglu, traducere publicată în 1857). Între 1852 și 1857 a studiat la Școala elevilor conductori de poduri și șosele.
- Athanasie (n. 3 septembrie 1843 - d. 7 martie 1899), maior, comandant al Divizionului de Jandarmi din București.

## Opera

Foaie din „Manualul de legi” al lui Mihail Fotino, varianta „prefăcută” de către Ștefan Fănuță

Zilot Românul și-a scris opera între cca. 1798 și 1851, cu scurte întreruperi în vremea domniei lui Moruzi (1799 - 1801) și pe timpul copierii „Manualului de legi” al lui Fotino (cca. 1805 - 1811). Creația sa se desfășoară pe trei coordonate: juridică, istorică și literară.
În domeniul juridic, a „prefăcut” la începutul secolului al XIX-lea „Manualul de legi” al lui Mihail Fotino, prin aceasta înțelegându-se faptul că l-a actualizat și completat, deoarece cunoștea istoria și obiceiurile țării, după cum însuși spune. Și-a dăruit acest „giuvaier” stăpânului său printr-o dedicație în versuri.
Din punct de vedere istoric, în opera sa Zilot a abordat în special perioada 1796 - 1823, cu referiri la vremuri anterioare, chiar până la daci și romani. Către sfârșitul vieții a reluat în discuție problemele istorice prin poezii relative la revoluția pașoptistă și la relațiile dintre Imperiul Otoman și Țara Românească, stabilite prin tratate. Izvoarele sale de informare au fost diverse: cronologii, cărți populare, cronografe, cărți teologice, istorii universale și locale, cronici. Cercetătorul Marcel Dumitru Ciucă presupune că Zilot a apelat la bogata bibliotecă a banului Grigore Brâncoveanu, cu care se afla în relații foarte strânse.
Relatările istorice ale cronicarului român încep cu ce-a de-a doua domnie a lui Alexandru Ipsilanti (1796 - 1797) abordând totodată și începuturile revoltei lui Pasvantoglu, peste Dunăre. Continuă cu domnia lui Hangerli (1797 - 1799) în vremea căruia au sporit și s-au înăsprit dările impuse populației. Urmează întâmplările din timpul domniilor lui Alexandru Moruzi (1799 - 1801) și Mihail Șuțu (a treia oară, 1801 - 1802), neuitând să menționeze de pustiirea Bucureștiului de teama pasvangiilor și de cutremurul din același an, 1802. Continuă cu domnia lui Constantin Ipsilanti (1802 - 1806) al cărei început a fost marcată de amintitul seism. Războiul ruso-turc dintre 1806 și 1812 ocupă noi pagini în cronica zilotiană. Fănuță serdarul vorbește despre situația de nesiguranță din principate și schimbările politice survenite, despre rolul lui Napoleon Bonaparte în această confruntare și despre deznodământul ei cu rezultatele pentru părțile implicate și țările române, cărora li se răpește Basarabia. Domnia lui Caragea era tratată într-o lucrare considerată azi pierdută. Sunt reliefate, într-o altă lucrare, vremurile din timpul celei de-a treia domnii a lui Alexandru Șuțu, caracterizate prin frământări sociale ce au culminat cu răscoala lui Iordache Olimpiotul. Revoluția de la 1821 este relatată în „Jalnica cântare a lui Zilot”, unde conducătorul Eteriei grecești este descris cu ură, în timp ce Tudor Vladimirescu are parte de unul dintre cele mai frumoase portrete memorialistice. Evenimentele ulterioare mai importante sunt consemnate fie prin scurte însemnări, fie prin poezii ocazionale.
O a treia latură a creației lui Zilot o reprezintă cea literară, ilustrată în poeziile sale cu caracter personal. Multe dintre ele au fost descoperite de către Gr. Tocilescu în 1890 și publicate abia în 1996.

### Încercări de editare
După 1828, Ștefan serdarul a încercat să-și publice manuscrisele în repetate rânduri, manuscrisele sale circulând însă în cercuri restrânse. Din păcate, în timpul vieții sale a apucat să-și vadă publicată o singură poezie („La o carte de câteva leacuri, alcătuită pre limba românească de un bun prieten dohtor”), în 1825.
O primă șansă i s-a ivit serdarului în 1832, când mitropolitul Grigore Dascălul, aflat în exil la Buzău, a dorit să adune toate cronicile țării și să le publice. Astfel, prin corespondența cu frații Bâțcoveni (pitarul Ioniță și logofătul Mitropoliei, Nicolae) a reușit să intre în posesia unor „izvoade făcute de dumnealui medelnicer Ștefan”. Curând după reinstalarea sa în scaun (22 august 1833), mitropolitul Grigore Dascălul a înființat o tipografie, vrând să-și ducă la bun sfârșit intenția sa, dar nu a mai apucat, murind la 22 iunie 1834.
În 1837, Simion Marcovici a scris în „Muzeul Național” despre necesitatea publicării unei istorii naționale. Din nou, Ștefan Fănuță a considerat că operele sale ar putea fi de folos, astfel că îi scrie domnitorului George Bibescu, pe la 1847 - 1848: „... pentru ale căriia întâmplări, în curs de ani patruzeci trecuți, am însemnări în casa mea (câte însă mi-au scăpat de la arderea casii, că multe s-au și ars), puse într-un ghiozdan de mătase, scris deasupra așa «La cei cu știință și nezavistnici», pe care le afierosesc Înălțimei Voastre, ca să porunciți clucerului Marcovici și altora ce veți socoti, să le ia îndeaproape băgare de seamă și să le treacă în Istoria țării, spre pomenire, căci le am toate, și din încredințări de la oameni mari ai vremii și de la chear vederea ochilor miei. Și spre aceasta îndemnat am fost și de aceia, dar și firească pornire am avut, fiindu-mi foarte dragă patriia, căci văzând-o în nevoi mai totdeauna. De aceea, să nu rămână netrecute, ca să le afle și fiii miei, viindu-și în dăstoinica vârstă, și să mă pomenească. Ștefan serdar”. Ca și în cazul altor epistole către domnitor, nu a primit nici un răspuns. Curând după aceea moare, manuscrisele sale împrăștiindu-se pe la diverși amatori, de unde sunt recuperate și publicate 20 de ani mai târziu de către istorici, unul câte unul.
Ultima încercare de publicare, nereușită, a fost aceea a lui Mihail Kogălniceanu. Primind manuscrisele cronicii Zilotiene de la Pandrav, ar fi dorit să le includă în ce-a de-a doua ediție a colecției sale de cronici ale României. De la Mihail Kogălniceanu, manuscrisele au ajuns la Petru Grădișteanu, care citează câteva fragmente în articolul „O cronică inedită” din „Revista contimporană”, nr. 5/1873. Începând cu acestea, opera cronicarului Zilot iese treptat la suprafață.

### Editări ale operei
După ce în 1873 Petru Grădișteanu publică fragmente din cronica lui Zilot, între 1882 și 1883 B. P. Hasdeu tipărește tot manuscrisul în revista sa „Columna lui Traian”, iar în 1884 separat, cu titlul „Înainte de Tudor Vladimirescu 1800 - 1821, Ultima cronică română din epoca fanarioțiloru, reprodusă după manuscriptulu din Archivulu Statului din București”. Această carte cuprindea două lucrări, anume 
1. „Domnia lui Constantin Hangerliul”, care conține și celebra poezie „Definiția istoricului”
2. O cronică alcătuită din câteva capitole separate, unele în proză, altele în versuri. Sunt evocate întâmplări din vremurile domnitorilor Alexandru Suțu, Alexandru Moruzi, Constantin Ipsilanti, la care se adaugă și un poem istoric în care îi atacă pe greci.
Grigore Tocilescu descoperă și publică la rândul său alte manuscrise inedite, în 1885 și din nou în 1891:
3. „Domnia a treia a lui Alexandru Vodă Șuțu ce i se zice și Dracache”.
4. Revoluția lui Tudor, pe care o amestecă cu mișcarea eteriștilor
5. „Adunare de stihuri”. Cele din 1829 se referă la diferite personaje istorice (Negru Vodă, Mircea cel Bătrân) sau la mai marii zilei. Cele scrise în 1850, vorbesc despre revoluția pașoptistă
În 1942 G. T. Kirileanu va reedita aceste opere, împreună cu alte elemente inedite din opera lui Zilot.
Deși Grigore Tocilescu a copiat poeziile inedite găsite în ghiozdanul de mătase (în număr de 38, scrise între 1828 și 1847), nu a apucat să le publice. Acestea vor apărea abia în 1996, o dată cu editarea operelor complete ale lui Zilot Românul.
Lucrarea „Visul lui Poliopt”, care se ocupa de istoria Țării Românești după fuga lui Caragea, nu a fost publicată niciodată și este socotită astăzi pierdută.

## Valoarea operei

„Adunare de stihuri” - foaie de titlu

Valoarea operei lui Zilot Românul trebuie judecată din două perspective: cea literară și cea istorică. Opera sa deține un caracter moralizator, întâmplările istoriei fiind socotite drept răsplate ori pedepse divine.
Din punct de vedere literar, analize consistente au fost făcute de către B. P. Hasdeu și Mihai Gaiță. Perioada de creație a lui Zilot se împarte în două: o etapă de luptă între curentul grecesc și cel românesc, în care scriitorul își exprimă năzuințele către independență națională folosind un limbaj curat românesc, și o etapă secundară, constând în creații poetice de factură strict literară. Acestea fac parte din curentul parentic apărut după anul 1821.
Gh. Adamescu a remarcat că dacă Zilot „ar fi scris numai în primele decenii ale secolului nostru, ar fi fost printre cronicarii «din epoca fanarioților», un lucrător de mare merit – cum l-a judecat Hasdeu: însă ca scriitor pe la 1850, când avem pe un Alecsandri, Alexandrescu, pierde mai toată însemnătatea și devine, întrucât privește ultimele sale opere, un om al vremii vechi care trăiește într-o epocă nouă și cu totul străină de sine”.
Paul Cornea îi acordă însă mult mai mult credit, considerându-l unul dintre cei mai interesanți creatori ai epocii sale și comparându-l chiar cu Bălcescu. Criticul literar subliniază în acest sens expresivitățile obținute prin procedee diverse și rafinate.
În ceea ce privește poeziile lui Zilot Românul, fie ele de factură istorică ori strict literară, scriitorul a mărturisit că „poeziia foarte mi-au fost lesne și mi-au fost dragă din firească pricină (sau pornire); și cu toate că la românie (precum să află acuma limba patriei) prea cu greu cade a poezi, dar pă mine această greutate nu m-au putut depărta de dânsa”. Creația poetică a serdarului Fănuță se remarcă în special prin narațiunea versificată, gen specific timpului în care a trăit scriitorul. Din acest punct de vedere, relatarea sa despre uciderea lui Constantin Hangerli este socotită ca „cea mai importantă din punct de vedere literar” dintre cele trei povestiri existente în legătură cu acest subiect. În poeziile sale, Fănuță utilizează procedee precum efectul specific paralelismului ritmic și sintactic, larg răspândit în Orientul Antic.
Din perspectivă istorică opera lui Zilot Românul acoperă perioada 1796 - 1823, însă referiri sunt făcute până în epoca dacilor.
În ceea ce privește problema neamului românesc, Zilot enunță fără echivoc că în vremurile vechi Dacia însemna Transilvania, Țara Românească și Moldova, iar daco-romanii din vechime sau românii de acum locuiesc pe teritoriul acestor trei țări. Totodată, menționează că numele țării a evoluat din „Dacia” în „Romania” și apoi în „România”. În scrieri se regăsesc și aspirațiile sale către unitatea principatelor române. Nu în ultimul rând, sunt pomenite relațiile dintre Imperiul Otoman și Țările Române ce se bazează pe tratatele încheiate în timpul lui Mircea cel Bătrân și Vlad Țepeș.
În primul rând, valoarea operei istorice a lui Zilot stă însăși în consemnarea faptelor. Unele dintre evenimentele relatate se regăsesc detaliate doar aici (de exemplu răscoala lui Iordache Olimpiotul). Pe de altă parte, din aceste cronici se pot extrage date și informații bogate cu caracter social, economic, bisericesc, politic sau militar.
Importanța operei lui Zilot Românul se poate înțelege urmărind interesul și lucrările istoricilor care s-au folosit de datele furnizate de către acesta despre sfârșitul epocii fanariote. Sunt de menționat istoricii B. P. Hasdeu, Gr. Tocilescu, V. A. Urechia, Ionescu-Gion, A. D. Xenopol, Andrei Oțetea, Mircea T. Radu etc.